# Shangqiu
Shanqiu (商丘 ; pinyin : Shāngqiū) est une ville de l'est de la province du Henan en Chine.

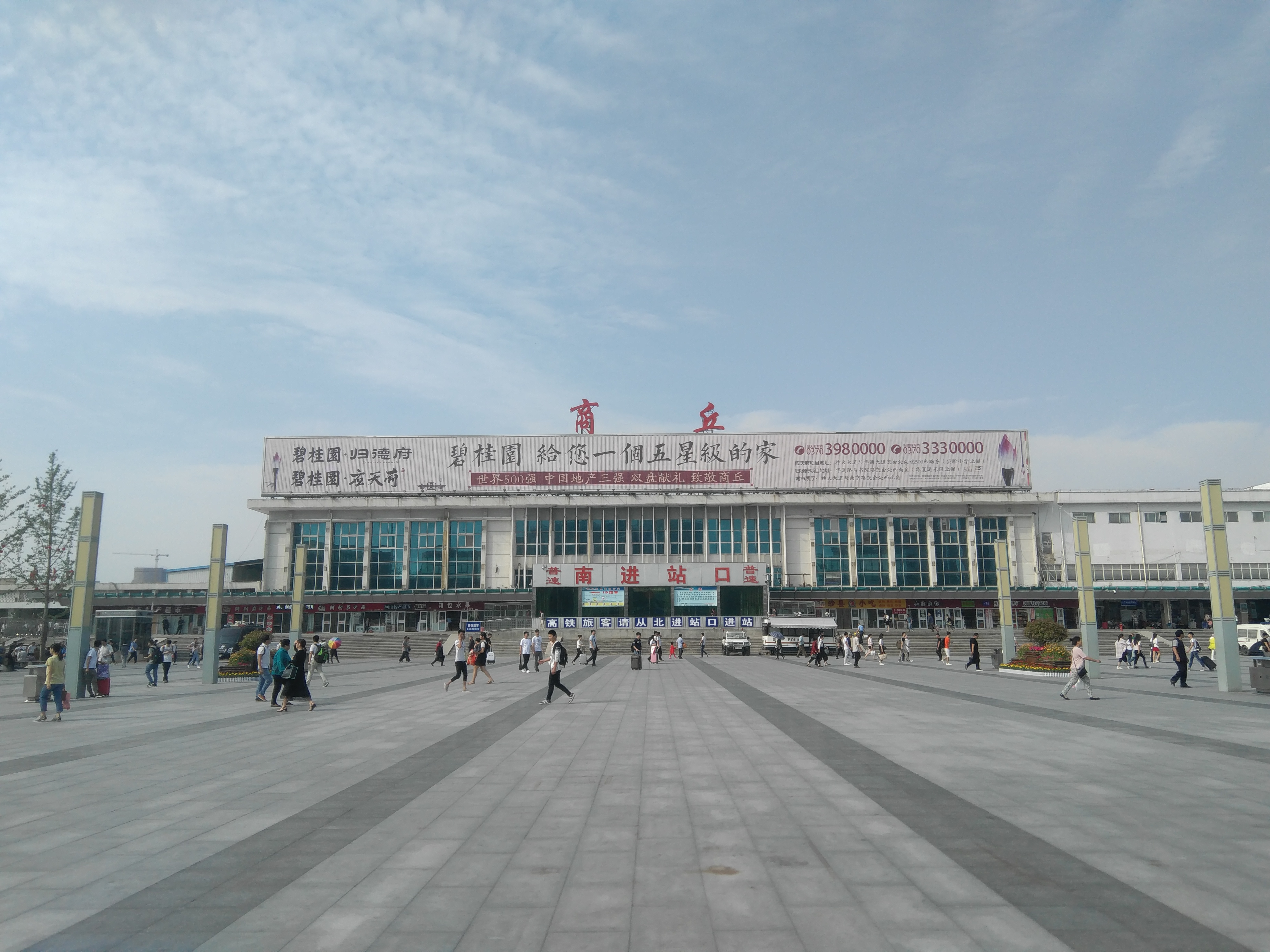
Gare de Shangqiu

## Démographie
La population de sa juridiction était d'environ 8,22 millions d'habitants en 2002.

## Culture et religions
Shangqiu est le siège d'un évêché catholique.

### Personnalités célèbres
- Cangjie (仓颉)
- Zhuangzi (庄子)
- Mozi (墨子)
- Hua Mulan (花木兰)
- Jiang Yan (江淹)
- Hou Fangyu (侯方域)
- Xiaolan Huangpu

## Subdivisions administratives
La ville-préfecture de Shangqiu exerce sa juridiction sur neuf subdivisions - deux districts, une ville-district et six xian :
- le district de Liangyuan - 梁园区 Liángyuán Qū ;
- le district de Suiyang - 睢阳区 Suīyáng Qū ;
- la ville de Yongcheng - 永城市 Yǒngchéng Shì ;
- le xian de Yucheng - 虞城县 Yúchéng Xiàn ;
- le xian de Minquan - 民权县 Mínquán Xiàn ;
- le xian de Ningling - 宁陵县 Nínglíng Xiàn ;
- le xian de Sui - 睢县 Suī Xiàn ;
- le xian de Xiayi - 夏邑县 Xiàyì Xiàn ;
- le xian de Zhecheng - 柘城县 Zhèchéng Xiàn.